# Cremastus aquilonius
Cremastus aquilonius là một loài tò vò trong họ Ichneumonidae.